# Burgstall Fraßhausen
Der Burgstall Fraßhausen ist eine abgegangene Spornburg an der Abfallkante zum Reichertshauserer Tal westlich von Fraßhausen. Der Burgstall liegt am Hofanwesen „Kögl“ und gehört zum Ortsteil Fraßhausen der Gemeinde Dietramszell im Landkreis Bad Tölz-Wolfratshausen. Heute sind nur noch minimale Wallreste und der Burggraben erhalten. Das Areal ist vom Bayerischen Landesamt für Denkmalpflege (BLfD) als Bodendenkmal (D-1-8035-0104) ausgewiesen.

## Geschichte
Erstmals wird der Burgstall 1442 von Oswald Tuchsenhauser erwähnt. Der Ort Fraßhausen ist bereits 1286 bezeugt. Im 15. Jahrhundert stand auf dem heutigen Burgstall ein gemauerter Wohnturm, der als Sitz der Edelherren von Fraßhausen galt. Die Entstehung der Burg geht wohl auf das 12./13. Jahrhundert zurück und war zu dieser Zeit wohl aus Holz erbaut (Motte). Später wurde von einem gemauerten Turm gesprochen. Vom 13. bis 15. Jahrhundert war der Burgturm Wohnsitz des Adelsgeschlecht der Fraßhauser. Ab der Mitte des 15. Jahrhunderts starb das Adelsgeschlecht aus und die Tuchsenhauser wurden durch Erbfolge die neuen Besitzer von Fraßhausen. Die Tuchsenhauser hatten ihren Sitz auf Burg Peißenberg, so dass der Turm ungenutzt war und dem Verfall preisgegeben wurde. 1491 kam es zum Verkauf des brüchigen Turmes an das Gotteshaus Feldkirchen. Der Turm wurde  geschleift und schlussendlich für den Bau der Kirche zu Feldkirchen verwendet.

## Legende

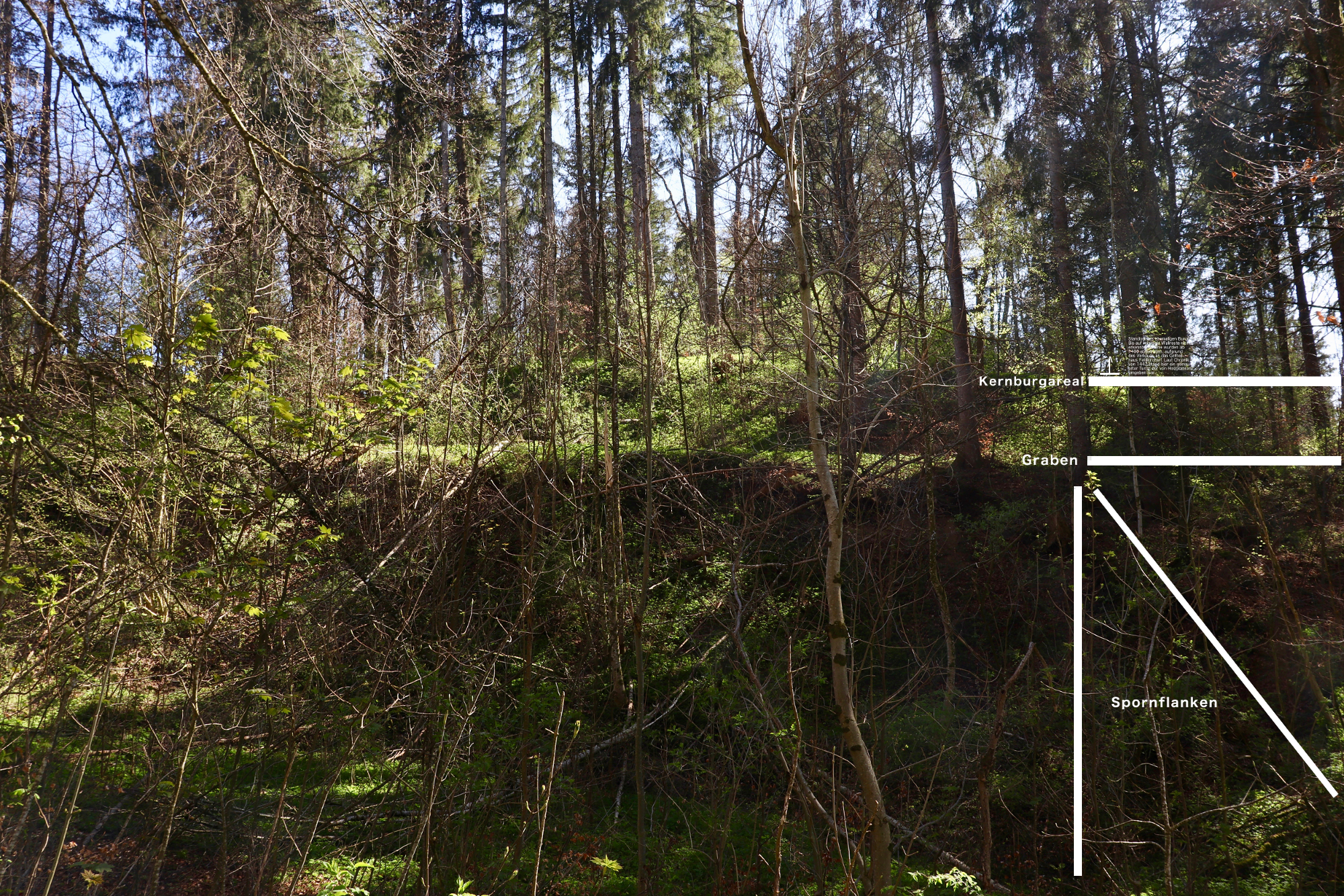
Burgstall von Fraßhausen (Nordansicht)

Zudem rankt sich um den Burgstall eine Legende über eine Raubritterburg. Laut einer Urkunde von Oswald Tuchsenhauser aus dem Jahr 1442 stand an der heutigen Stelle des Burgstalls ein gemauerter Turm. Dieser Turm wurde 1491 an das Gotteshaus Feldkirchen verkauft. Das Ende der Legende berichtet von einem feindseligen Burgherren, der aufgrund seiner Räubereien auf dem Reichstag zu Worms 1521 geköpft wurde. Der geschichtliche Ablauf widerspricht der Legende, da zu diesem Zeitpunkt keine Ritterburg stand und der Turm abgerissen wurde. Jedoch handelt es sich bei den hingerichteten Adeligen um Cosmas Tuchsenhauser, Sohn von Hans Tuchsenhauser und Anna Hamerspacherin, dieser nannte sich selbst „aller Reichsstädte Feind“ und hatte wohl viele Städte in Franken und Schwaben heimgesucht. Aufgrund dessen wurde er auf dem Reichstag zu Worms 1521 enthauptet. Somit hat die Legenden einen wahren Kern, wobei die Raubritterburg im historischen Kontext nicht existierte.

## Belege
1. ↑  Barbara Heller: Chronik „beim Kögl“ in Großfraßhausen. 1955.
2. ↑  Karl von Vogel: Kurze Chronik von Ascholding. Aus dem Oberbayerischen Archive für vaterländische Geschichte. Band 8, Nr. 2. 1847, S. 3.
3. 1 2  Klaus Adrian-Werburg: Die Tuchsenhauser. In: Blätter des Bayerischen Landesvereins für Familienkunde. 26. Jahrgang, Nr. 2, 1963.
4. 1 2  Gisela Schinzel-Penth: Sagen und Legenden um das Fünfseenland und Wolfratshausen. Ambro Lacus, Andechs-Frieding 2001, S. 264.
5. ↑  Otto Titan von Hefner: Denkwürdiger und nützlicher Bayerischer Antiquarius. Erste Abteilung: Adeliger Antiquarius – Zweiter Band: der altbayerische kleine Adel. München 1867, S. 134.